# André Glucksmann
André Glucksmann,  (Boulogne-Billancourt, 19 de junho de 1937 — Paris, 10 de novembro de 2015) foi um filósofo e ensaísta francês, um dos principais membros do grupo conhecido como novos filósofos. Militante maoísta na sua juventude, evoluiu progressivamente para um atlantismo moderado. O Papa Bento XVI outorgou-lhe o "Prêmio Auschwitz pelos Direitos Humanos João Paulo II" .
Filho de judeus ashkenazi austríacos, André Glucksmann estudou em Lyon, na École normale supérieure de Saint-Cloud.
Em 1968, quando era assistente de Raymond Aron na Sorbonne, publicou seu primeiro livro, Le Discours de la Guerre, e participou dos acontecimentos de Maio e do jornal estudantil Action. Em seguida, torna-se militante maoista. Ferrenho defensor da Revolução cultural chinesa frequentemente entra em confronto com os membros do Partido Comunista Francês (inclusive fisicamente), qualificando-os de revisionistas burgueses. Em 1972, classifica a França como uma ditadura fascista em artigo publicado na revista Les Temps modernes e propõe incendiar a Europa, de Lisboa a Moscou.
Seu primeiro livro, Le Discours de la Guerre, foi publicado em 1968. Em 1975, publica La Cuisinière et le Mangeur d'Hommes - réflexions sur l'État, le marxisme et les camps de concentration, no qual afirma que o marxismo conduz inevitavelmente ao totalitarismo, e compara os crimes do nazismo e do stalinismo. No livro seguinte, Les Maîtres penseurs, publicado em 1977, procura mostrar a justificativa intelectual do  totalitarismo contida nas ideias de vários filósofos alemães - Fichte, Hegel, Marx, e Nietzsche. Os dois livros têm grande sucesso.
André Glucksmann passa então por uma notável transformação política, que o leva a romper com o marxismo e a associar-se à corrente dos chamados novos filósofos. Nos anos 1970, torna-se um grande contestador do regime soviético.
No fim da guerra do Vietnam, após a retirada das tropas americanas e a tomada de Saigon pelas forças do Vietnam do Norte, André Glucksmann, Jean-Paul Sartre e Raymond Aron lançaram, em janeiro de 1979, uma operação de salvação denominada Un bateau pour le Vietnam em favor dos boat-people, os civis que fugiam do Vietnam em barcos improvisados.  A foto, feita nas escadarias do Palácio do Eliseu tornou-se célebre.
Glucksmann faleceu em Paris em 9 de novembro de 2015, aos 78 anos.

## A conversão ao atlantismo
Em 1985, Glucksmann, Revel e Bernard-Henri Lévy assinam uma petição para que Ronald Reagan continuasse a apoiar os Contras na Nicarágua. Ao longo da década de 1980 publica outras obras e faz a cobertura da queda do muro de Berlim, para a imprensa francesa. Em 1995 apoiou a retomada dos testes nucleares por Jacques Chirac. Como Bernard-Henri Lévy, apoiou a intervenção da OTAN na Sérvia em 1999, e a causa independentista da Chechênia.

## Apoio a Nicolas Sarkozy
Nas eleições presidenciais francesas de 2007, apoiou Nicolas Sarkozy e desafia a esquerda, que, segundo ele, "pensa que é moralmente infalível" mas renunciou ao combate de ideias e à solidariedade internacional. Em seguida, critica as relações amistosas entre Sarkozy e Vladimir Putin. Uma réplica  de Jean-Marie Laclavetine coloca em discussão a credibilidade de Glucksmann, ao comparar seus compromissos políticos atuais com suas antigas posições maoístas.

## Maio de 1968, segundo Glucksmann
André Glucksmann avalia que a percepção tradicional dos acontecimentos de maio de 1968 como um movimento de esquerda, antiautoritário,  uma  revolução cultural e dos costumes, é restrita, tanto em razão dos preconceitos como pela recuperação do evento pelos partidos de esquerda - em especial pelo Partido Socialista Francês. Ele analisa o maio de 1968 como uma revolução que se produz de maneira cíclica, a cada 25 anos, aproximadamente - como foi o existencialismo - e a percepção do fato é dificultada, pois é estudado como um objeto político - não como fato histórico. Segundo Glucksmann, o maio de 1968 foi uma revolução antitotalitária, uma forma de revolta nascida em 1956, com a revolução húngara, apoiada por grande parte da esquerda francesa da época. "Lembram-se quando, em 1968, Daniel Cohn-Bendit interpelava os « crápulas stalinistas », os chefes da CGT e Aragon, a quem perguntou: o que você fazia durante as deportações, as grandes fomes na URSS durante os anos 1930? Você tem sangue nos seus cabelos brancos." 

## Controvérsias
No seu livro  Lettre ouverte à ceux qui sont passés du col Mao au Rotary ("Carta aberta aos que passaram do colarinho Mao ao Rotary"  Guy Hocquenghem, traça, de maio de 1968 a maio de 1986, as carreiras e as traições dos  « arrependidos » socialistas e esquerdistas, cometidas durante a era Mitterrand. Segundo o autor, André Glucksmann fez parte desse grupo de  « renegados ».
André Glucksmann é eventualmente citado como membro do PNAC. De fato, em 2004, foi um dos signatários (ao lado de personalidades tão diversas como  Massimo D'Alema ou Joe Biden) de uma carta aberta apresentada pelo think tank neoconservador aos chefes de Estado e de governo da União Europeia  e da OTAN. Glucksmann é também membro do Cercle de l'Oratoire ("Círculo do Oratório"), um outro think tank neoconservador.
Em 6 de janeiro de 2009, durante o ataque israelense à Faixa de Gaza, publica um artigo no jornal Le Monde intitulado « Une riposte excessive » ("Uma resposta excessiva"), no qul defende a legitimidade da intervenção das forças armadas israelenses na Faixa de Gaza e lança uma questão retórica : "Qual seria a justa proporção que se deve respeitar para que Israel mereça opiniões favoráveis? (...) Seria conveniente que Israel espere pacientemente até que o  Hamas, graças ao Irã e à Síria, "equilibre" seu poder de fogo ? (...) Será que desejamos, na verdade, implicitamente, que  Israel  se "proporcione" aos desejos exterminadores do Hamas?" E ele mesmo responde: "Não é desproporcional querer sobreviver." 

## Filmes
- Sauve qui pense - Rette sich wer denkt - Retrato de André Glucksmann. França/Alemanha, 1998. Filme produzido por ZDF/Arte, dirigido por Christoph Weinert.[13]